# Lewis Zahm
Henry Joseph Lewis Zahm, né le 7 août 1820 à Deux-Ponts, en royaume de Bavière, et décédé le 10 décembre 1890 à Seneca, au Kansas, est un général de brigade américain de l'armée de l'Union. Il sert comme colonel dans le 3e régiment de cavalerie de l'Ohio (en) et est promu général de brigade le 13 mars 1865. Il est l'époux en premières noces de Ellen Lehman, en secondes noces de Catherine Gobing et en troisièmes noces de Josephine Lemmon.

## Avant la guerre
Henry J. L. Zahm naît à Deux-Ponts en Allemagne la 7 août 1820. À la suite de la révolution de 1848, il émigre pour les États-Unis et s'installe en Ohio.

## Guerre de Sécession
Henry J. L. Zahm organise le 3rd Ohio Cavalry à Monroeville, Ohio. Il est en nommé colonel le 27 septembre 1861. Il participe à la bataille de Stones River. Commandant la division de cavalerie, il subit l'attaque du Wharton alors qu'il est déployé sur le flanc gauche de l'Union. Il est obligé de se retirer vers le nord sur la route à péage de Wilkinson.
Il démissionne le 5 janvier 1863.
Il est breveté brigadier général des volontaires le 13 mars 1865 pour service méritoire lors de la guerre.

## Sources
- Civil War High Commands de David et John Eicher (2002), p° 655, 669 et 762